# Engelbert Besednjak
Engelbert Besednjak (ur. 14 marca 1894 w Gorycji, zm. 21 grudnia 1968 w Trieście) – włosko-słoweński polityk i publicysta, z wykształcenia prawnik.

## Życiorys
W latach 1906–1913 uczęszczał do szkół w Gorycji. Podczas I wojny światowej pracował jako urzędnik wojskowy, m.in. cenzurując korespondencję włoskich jeńców. Studiował prawo na Uniwersytecie Wiedeńskim. W 1920 roku uzyskał na nim stopień naukowy doktora. Jeszcze w trakcie studiów zaangażował się w życie polityczne Goriški. W Wiedniu nawiązał współpracę ze słoweńskimi politykami Izidorem Cankarem, Antonem Korošcem i Janezem Evangelistem Krekiem. Był zwolennikiem socjalizmu chrześcijańskiego.
Od 1921 roku był redaktorem triesteńskiego czasopisma Edinost. W Trieście angażował się także w obronę praw słoweńskiej mniejszości, która na mocy traktatów w Rapallo znalazła się w granicach Królestwa Włoch. W latach 1922–1928 był prezesem stowarzyszenia Edinost. W 1924 roku został posłem do włoskiego parlamentu. W trakcie swoich przemówień parlamentarnych podnosił problemy ludności słowiańskiej we Włoszech.
Następnie udał się na emigrację i zamieszkał w Wiedniu. W 1930 roku został wybrany do kierownictwa Europejskiego Kongresu Mniejszości Narodowych. Po anschlussie Austrii w 1938 roku wyjechał do Belgradu. W 1950 roku powrócił do Triestu. Od 1954 roku był redaktorem czasopisma Novi List. W 1984 roku jego popiersie stanęło w Novej Goricy.